# Maison centrale de Riom
Ne doit pas être confondu avec Centre pénitentiaire de Riom.
L'ancienne maison centrale de Riom est un ancien centre de détention française située à Riom dans le nord du département du Puy-de-Dôme, en ancienne région Auvergne. Ce centre pénitentiaire pouvait accueillir jusqu'à 168 détenus.
La prison avait été installée dans l'ancien monastère des Cordeliers. Elle est désaffectée depuis 2016 avec la construction du nouveau centre pénitentiaire de Riom. Ses bâtiments sont inscrits partiellement en 1962 puis intégralement en 2020 aux Monuments historiques.

## Histoire

### Couvent des Cordeliers
Le couvent des Cordeliers fut fondé vers 1280 d'abord hors les murs dans les faubourgs du nord de Riom, puis à la suite de leur destruction en 1358, le couvent est déplacé vers 1360 intra-muros le long des murailles nord grâce à de nombreuses donations.
Il comprenait une église et des bâtiments conventuels. L’église, vaste vaisseau gothique à nef unique, fut en partie détruite par le tremblement de terre de 1490 et restaurée en 1500.
En 1507, ils passèrent de la branche des Conventuels à celle des Observants. Ils assuraient une partie du culte, notamment la prédication, ce qui leur valut des relations tendues avec le clergé de Saint-Amable.
À la Révolution, le couvent fut supprimé en décembre 1791 et Couthon ordonna la démolition du clocher en 1794.

### Maison centrale
À la suite de la réorganisation pénitentiaire sous le Consulat, il fut décidé de convertir le couvent en « maison centrale de détention » pour les prisonniers de huit départements, officiellement créée en 1812 et ouverte en 1821. Cette transformation, comprenant l'adaptation des anciens bâtiments conventuels, l'extension du terrain et la construction de nouveaux bâtiments, fut confiée à l'architecte Pierre Rousseau.
L'église fut divisée en trois niveaux de planchers et agrandie sur sa façade sud en englobant les contreforts ; les bâtiments monastiques au-dessus des galeries de cloître furent surélevées ; dans la deuxième cour, les bâtiments furent démolis pour faire place à de nouvelles ailes symétriques ; encore au-delà à l'Est, fut construit un imposant bâtiment dit de l'Administration, avec ses deux porches monumentaux, aux proportions impressionnantes, encadré de profonds bossages.
Dans ce quartier de la ville, il y a d'autres bâtiments liés à la Justice avec la Cour d'appel de Riom et la maison d'arrêt en 1860.
Durant la Seconde guerre mondiale, de nombreux résistants furent incarcérés dans la maison centrale, certains exécutés ou morts de faim. Dans la nuit du 12 au 13 août 1944, la Résistance réussit un coup audacieux : 114 prisonniers et prisonnières, dont une trentaine de condamnés à mort, sont libérés sans qu'il y ait une seule victime. En 1975, l'établissement devint centre de détention, avec un régime pénitentiaire assoupli.
En 1984, il fut fermé provisoirement pour travaux de restructuration : le cloître, jusque là réservé aux détenus, fut affecté à l'administration et aux ateliers, tandis que les détenus étaient installés dans le bâtiment de l'Administration et dans les ailes de la deuxième cour, reconstruites et raccourcies  pour dégager le chevet de l'église.
Cependant, les démolitions effectuées dans l'objectif de rétablir les dispositions d’origine de celle-ci furent mal confortées et entraînèrent l'effondrement d'un contrefort, menaçant ainsi des arcs et voûtes d’origine et nécessitant la pose d’étaiements. Depuis, le bâtiment est resté en l'état et sans aménagement ni affectation. La prison rouvrit en 1989, à nouveau comme Maison centrale.
La construction du nouveau centre pénitentiaire entraîna sa fermeture en 2016, ainsi que celle de la maison d’arrêt.

### Protection et requalification
Un premier arrêté du 25 octobre 1962 a porté inscription au titre des monuments historiques de l’église, du cloître, de la façade Est sur la cour d’entrée du bâtiment dit de l’Administration, du versant de toiture correspondant et du vestibule d’entrée de la Maison Centrale.
La municipalité souhaite acquérir le site à l’État pour 230 000 € souhaitant créer un nouveau quartier s'inscrivant dans un programme de revitalisation du centre-ville : il est alors prévu la destructions des bâtiments non-protégés pour créer un parking. Plusieurs collectifs s'opposent à ce projet que le préfet gèle.
Considérant que la maison centrale est un ensemble monumental formant un tout cohérent dans sa conception, sa distribution et son architecture et qu’il constitue un exemple remarquable d’architecture néo-classique appliquée au domaine carcéral, la protection est étendue à l'ensemble du site le 13 janvier 2020,.